# الثورة المجرية 1848
كانت الثورة المجرية في عام 1848 (بالهنغارية: 1848–49-es forradalom és szabadságharc، 1848–49 Revolution and War) واحدة من العديد من الثورات الأوروبية لعام 1848 وارتبطت ارتباطًا وثيقًا بالثورات الأخرى لعام 1848 في المناطق التابعة لسلالة هابسبورغ. نمت الثورة في مملكة المجر لتتحول إلى حرب من أجل الاستقلال التام عن سلالة هابسبورغ. تُعتبر هذه الثورة أحد أكثر الأحداث مصيريةً في تاريخ المجر الحديث، بالإضافة أيضًا لوضعها أحد أحجار الزاوية في تركيب الهوية الوطنية المجرية. كانت نقطة التحول الحاسمة للأحداث هي قوانين أبريل التي وقّع عليها الملك فرديناند، إلا أن الملك النمساوي الشاب فرانز جوزيف «ألغى» القوانين بشكل تعسفي دون أي أهلية قانونية. أدّى هذا الفعل إلى تصعيد الصراع بين البرلمان المجري وفرانز جوزيف. أسفر كل من دستور ستاديون الجديد المقيد في النمسا، وإلغاء قوانين أبريل والتدخل العسكري النمساوي عن سقوط حكومة باتياني السلمية (التي بحثت عن اتفاق مع المحكمة)، بالإضافة إلى ظهور مفاجئ لأتباع لاغوس كوسوث في البرلمان، والذين طالبوا بالاستقلال الكامل للمجر.
بعد سلسلة من الهزائم النمساوية الكبيرة في عام 1849، اقتربت الإمبراطورية النمساوية من شفا الانهيار. اضطر الإمبراطور الشاب فرانز جوزيف الأول إلى طلب المساعدة الروسية باسم التحالف المقدس. استجاب القيصر نيكولاي الأول، وأرسل جيشًا قويًا قوامه 200,000 جندي مع 80,000 من القوات المساعدة. أخيرًا، هزم الجيش المشترك للقوات الروسية والنمساوية القوات المجرية. وُضعَت المجر تحت القوانين العرفية الوحشية بعد استعادة سلطة هابسبورغ.
تُمثّل ذكرى اندلاع الثورة في 15 مارس، واحدة من ثلاثة أعياد وطنية في المجر.

## المجر قبل الثورة
حافظت مملكة المجر دائمًا على نظام قانوني منفصل وبرلمان منفصل، يُعرَف باسم مجلس المجر، حتّى بعد إنشاء الإمبراطورية النمساوية في عام 1804. امتلكت مملكة المجر، خلافًا للمناطق الأخرى التي حكمتها سلالة هابسبورغ، دستورًا تاريخيًا قديمًا حدّ من سلطة التاج وزاد بشكل كبير من سلطة البرلمان منذ القرن الثالث عشر.
بقيت الإدارة والحكومة في مملكة المجر (حتى عام 1848) إلى حدّ كبير بمنأى عن الهيكل الحكومي للإمبراطورية النمساوية الشاملة. ظلّت هياكل الحكومة المركزية في المجر منفصلة عن الحكومة الإمبراطورية. حكم البلاد مجلس ملازم هنغاريا (الغوبيرنيوم) -وموقعه براتيسلافا ولاحقًا في بيشت- ومستشارية الديوان الملكي الهنغاري في فيينا.
بينما بدأ عهد الملك فور وفاة سلفه في معظم دول أوروبا الغربية (مثل فرنسا وإنجلترا)، كان التتويج في المجر أمرًا لا غنى عنه، وإن لم يُنفّذ بشكل صحيح تبقى المملكة «يتيمة». حتى خلال الوحدة الشخصية الطويلة بين مملكة المجر وغيرها من المناطق التي حكمها هابسبورغ، وجب تتويج ملوك هابسبورغ كملوك للمجر من أجل إصدار القوانين هناك أو ممارسة الصلاحيات الملكية في أراضي مملكة المجر. منذ مرسوم الثور الذهبي عام 1222، اضطر جميع الملوك المجريين إلى أداء قسم التتويج أثناء إجراءات عملية التتويج، إذ اضطر الملوك الجدد إلى الموافقة على دعم الترتيب الدستوري للبلاد، للحفاظ على حريات رعاياهم وسلامة أراضي مملكتهم.
حافظت مملكة المجر من عام 1526 إلى 1851، على حدودها الجمركية الخاصة، التي فصلت المجر عن نظام الجمارك الموحد للأراضي الأخرى التي حكمها هابسبورغ.

### نادي اليعاقبة المجريين
توقفت الإصلاحات المستنيرة في المجر بعد وفاة الإمبراطور الروماني المقدس، جوزيف الثاني، في فبراير 1790، الأمر الذي أثار غضب العديد من المفكرين الناطقين باللغة الفرنسية من أصحاب التوجهات الإصلاحية والذين أيّدوا الأفكار الراديكالية الجديدة القائمة على الفلسفة والتنوير الفرنسيين. عمِل إجناك مارتينوفيتش كعميل سري للإمبراطور الروماني المقدس الجديد، ليوبولد الثاني، حتى عام 1792. أعلن صراحةً في كتابه بعنوان الخطاب المؤيد لليوبولد، وجوب الاعتراف فقط بالسلطة المستمدة من العقد الاجتماعي؛ إذ رأى الأرستقراطية كعدو للبشرية، لأنها منعت الناس من التعليم. ناقش في أحد أعماله الأخرى، بعنوان التعليم المسيحي للناس والمواطنين، فكرة ميل المواطنين إلى معارضة أي قمع وأن الشعب هو مصدر السيادة. أصبح أيضًا ماسونيًا، وأيّد تبنّي جمهورية فيدرالية في المجر. كعضو في اليعاقبة الهنغاريين، اعتُبر رائدًا مثاليًا للفكر الثوري من قبل البعض، ومغامرًا عديم الضمير من قبل آخرين. كان مسؤولاً عن إثارة تمرد ضد طبقة الأقنان المجرية. بسبب هذه الأعمال التخريبية، طرد فرانسيس الثاني، الإمبراطور الروماني المقدس، مارتنوفيتش مع رئيسه، فيرينك غوتاردي، الرئيس السابق للشرطة السرية. أعدِم مع ستة آخرين من اليعاقبة البارزين، في مايو 1795. ألقي القبض على أكثر من 42 شخصًا من أعضاء المجتمع السري الجمهوري، بمن فيهم الشاعر يانوس باتساني والعالم اللغوي فيرينك كازينزي.
على الرغم من عدم تأثير حركة اليعاقبة الجمهوريّة المجرية على سياسة البرلمان المجري والأحزاب البرلمانية، امتلكت روابط إيديولوجية قوية مع القوى خارج البرلمانية: الشباب والطلاب المتطرفون مثل الشاعر ساندور بيتوفي، والفيلسوف والمؤرخ بول فاسفاري والكاتب الروائي مور جوكاي، الذي أشعل الثورة في مقهى بيلفاكس في 15 مارس 1848.

### عصر الإصلاحات
لم ينعقد البرلمان الهنغاري منذ عام 1811.
لم تشغل الجلسات البرلمانية المتكررة في الجزء الأول من العهد نفسها كثيرًا من أجل دعم الحرب؛ بعد عام 1811 توقفت عن الانعقاد. في السنوات الأخيرة لفرانسيس الأول، سقط الظل الثقيل لسياسة الاستقرار التي انتهجها مترنيخ في جميع أنحاء المملكة، وكانت قوى الاستبداد الرجعي هي الأقوى في كل مكان. لكن تحت السطح، بدأ تيار شعبي قوي يسير في الاتجاه المعاكس. كان المجتمع الهنغاري، المتأثر بالليبرالية الغربية، ولكن دون أي مساعدة مباشرة من الخارج، يستعد للتحرر المستقبلي. كان الكتّاب والعلماء والشعراء والفنانين والنبلاء والعامة والعلمانيين ورجال الدين، دون أي تنسيق سابق أو اتصال واضح، يعملون من أجل هذا المثل العليا للحرية السياسية التي كانت تسعى لتوحيد جميع الهنغاريين. كان ميهالي فوروسمارتي، فيرينك كولسي، فيرينش كازينزي ورفاقه، على سبيل المثال لا الحصر، بوعي أو بغير وعي، ممثلين للأدب الوطني الناشئ، وينجزون مهمة سياسية، وأثبتت أقلامهم أنها ليست أقل فعالية من سيوف آبائهم.
في عام 1825 عقد الإمبراطور فرانسيس الثاني البرلمان استجابةً للمخاوف المتزايدة بين طبقة النبلاء الهنغارية بشأن الضرائب والاقتصاد المتضائل، بعد حروب نابليون. بدأ هذا -ورد الفعل على إصلاحات جوزيف الثاني- ما يعرف بفترة الإصلاح. لكن بقي النبلاء يحتفظون بامتيازاتهم المتمثلة في عدم دفع الضرائب وعدم إعطاء حق التصويت للجماهير.
اعترف السياسي المجري المؤثر الكونت استفان سيشيني بالحاجة إلى تحقيق تقدم البلاد كما دول أوروبا الغربية الأكثر تقدمًا، مثل إنجلترا.
لقد كان هجوماً مباشراً على الدستور الذي، على حد تعبير استفان سيشيني، «أيقظ الأمة من نعاسها المرضي». في عام 1823، عندما كانت القوى الرجعية تفكر في العمل المشترك لقمع الثورة في إسبانيا، فرضت الحكومة، دون استشارة البرلمان، ضريبة حرب واستدعت المجندين. احتجت مجالس المقاطعات على الفور على هذا العمل غير القانوني، واضطر فرانسيس الأول، في جلسة البرلمان لعام 1823، إلى التنصل من عمل وزرائه. لكن المقاطعات شعرت أن الحفاظ على حرياتهم يتطلب ضمانات أكثر جوهرية من القوانين القديمة.
كان سيشيني، الذي أقام في الخارج ودرس المؤسسات الغربية، الزعيم المعترف به لكل من رغب في إنشاء هنغاريا جديدة بدلًا من القديمة. لسنوات ثقّف هو وأصدقاؤه الرأي العام من خلال إصدار عدد لا يحصى من الكتيبات التي شُرحت فيها الليبرالية الجديدة ببلاغة. على وجه الخصوص، أصر سيشيني على أن الناس يجب ألا ينظروا حصريًا إلى الحكومة، أو حتى إلى البرلمان، من أجل الإصلاحات اللازمة. يجب على المجتمع نفسه أن يأخذ زمام المبادرة من خلال كسر حواجز التفرد الطبقي وإحياء الروح العامة السليمة.
كان تأثير هذا التعليم واضحًا في جلسة البرلمان لعام 1832، عندما كان لليبراليين في الغرفة السفلى أغلبية كبيرة، من أبرزهم فيرينك دياك وأودون بوثي. لكن في مجلس الشيوخ، اتحد الأقطاب مع الحكومة لتشكيل حزب محافظ يعارض بعناد أي مشروع إصلاحي، ما أحبط كل جهود الليبراليين.
كان النجم السياسي الصاعد الجديد في منتصف ثلاثينيات القرن التاسع عشر هو لايوس كوسوث، الذي بدأ ينافس شعبية سيشيني بسبب موهبته كخطيب في الجزء الليبرالي من البرلمان. دعا كوسوث إلى ديمقراطية برلمانية أوسع، والتصنيع السريع، والضرائب العامة، والتوسع الاقتصادي من خلال الصادرات، وإلغاء القنانة والامتيازات الأرستقراطية (المساواة أمام القانون). دفع انزعاج الحكومة من قوة الحزب الليبرالي وشعبيته، بعد فترة وجيزة من تولي الملك الجديد، الإمبراطور فرديناند الأول (1835-1848)، إلى محاولة سحق حركة الإصلاح من خلال اعتقال وسجن الأعضاء المحرضين الأكثر نشاطًا ومن بينهم لايوس كوسوث وميكلوس ويسيليني. لكن الأمة لم تعد خاضعة للانقياد.
رفضت جلسة البرلمان لعام 1839 المضي قدمًا في العمل حتى أطلِق سراح السجناء السياسيين، وبينما كانت الأغلبية الإصلاحية في الغرفة السفلى أكبر من أي وقت مضى، شُكِل حزب ليبرالي أيضًا في مجلس الشيوخ تحت قيادة الكونت لويس باتياني والبارون جوزيف يوتفوس.
من عام 1000 إلى 1844، كانت اللغة اللاتينية هي اللغة الرسمية للإدارة والتشريع والتعليم في مملكة هنغاريا. مُرر اثنين من المقاييس التدريجية ذات الأهمية القصوى من خلال جلسة البرلمان هذه، أحدهما جعل الماغيار اللغة الرسمية لهنغاريا؛ وحرر الآخر ممتلكات الفلاحين من كل الالتزامات الإقطاعية.
لم ترضِ نتائج جلسة البرلمان لعام 1839 الليبراليين المتقدمين، في حين أن معارضة الحكومة ومجلس الأعيان بقيت تزيد من حدة السخط العام. كان المدافع الرئيسي عن هذا الجو هو بيستي هيرلاب، أول صحيفة سياسية في المجر، أسسها كوسوث عام 1841، وأثارت مقالاتها، التي تدعو إلى الانتقام المسلح إذا لزم الأمر، المتطرفين لكنها أبعدت سيشيني، الذين هاجموا علانية آراء كوسوث. كان الجدل في كلا الجانبين عنيفاً. ولكن، كالعادة، سادت وجهات النظر المتطرفة، وفي تجميع جلسة البرلمان لعام 1843، كان كوسوث أكثر شعبية من أي وقت مضى، في حين انخفض تأثير سيشيني بشكل حقيقي. كانت نبرة جلسة البرلمان هذه حماسية، وتعرضت الحكومة لهجوم شديد لتدخلها في الانتخابات. أنشِئ حزب جديد يسمى حزب المعارضة، والذي وحد الليبراليين الإصلاحيين، لمعارضة المحافظين. حقق الليبراليون (حزب المعارضة) انتصارات جديدة. أُعلِن في ذلك الوقت أن اللغة المجرية هي لغة المدارس والمحاكم القانونية والسلطة التشريعية؛ وقُنِن الزواج المختلط؛ وفتحت المناصب الرسمية لغير النبلاء.

#### النقاش الطويل بين الإصلاحيين في الصحافة (1841-1848)
شهدت الفترة الفاصلة بين جلسة البرلمان عام 1843 وعام 1847 تفككًا وتحولًا كاملين لمختلف الأحزاب السياسية. انضم سيشيني علنًا إلى الحكومة، بينما انفصل الليبراليون المعتدلون عن المتطرفين وشكلوا حزبًا جديدًا هو المركزيون.
في كتيب عام 1841 بعنوان شعب الشرق، حلّل الكونت سيشيني سياسة كوسوث واستجاب لمقترحات إصلاح كوسوث. يعتقد سيشيني أن الإصلاحات الاقتصادية والسياسية والاجتماعية يجب أن تسير ببطء وحذر، من أجل تجنب الاحتمال الكارثي المحتمل للتدخل العنيف من سلالة هابسبورغ. كان سيشيني مدركًا لانتشار أفكار كوسوث في المجتمع الهنغاري، والذي توخاه للتغاضي عن الحاجة إلى علاقة جيدة مع أسرة هابسبورغ.
رفض كوسوث، من جانبه، دور الطبقة الأرستقراطية، وشكك في المعايير الراسخة للوضع الاجتماعي. على عكس سيشيني، اعتقد كوسوث أنه في عملية الإصلاح الاجتماعي سيكون من المستحيل كبح المجتمع المدني في دور سلبي. وحذر من محاولة إقصاء الحركات الاجتماعية الأوسع عن الحياة السياسية، ودعم الديمقراطية، رافضًا أسبقية النخب والحكومة. في عام 1885، وصف سيشيني بأنه أرستقراطي نخبوي ليبرالي، بينما اعتبر شيشيني أن كوسوث ديمقراطي.
كان سيشيني سياسيًا انعزاليًا، بينما رأى كوسوث العلاقات القوية والتعاون مع الحركات الليبرالية والتقدمية الدولية أمرًا ضروريًا لنجاح التحرر.
استند سيشيني في سياسته الاقتصادية على مبادئ عدم التدخل التي مارستها الإمبراطورية البريطانية، بينما دعم كوسوث التعريفات الوقائية بسبب ضعف القطاع الصناعي الهنغاري نسبيًا. بينما تصور كوسوث بناء دولة صناعية بسرعة، أراد سيشيني الحفاظ على القطاع الزراعي القوي تقليديًا باعتباره السمة الرئيسية للاقتصاد.